# Micrathena annulata
Micrathena annulata är en spindelart som beskrevs av Eduard Reimoser 1917. Micrathena annulata ingår i släktet Micrathena och familjen hjulspindlar. Inga underarter finns listade i Catalogue of Life.